# Роше, Артур
Артур Роше (англ. Arthur Roche; род. 6 марта 1950, Батли-Карр, Йоркшир, Великобритания) — английский куриальный кардинал. Титулярный епископ Рустичианы и вспомогательный епископ Вестминстера с 12 апреля 2001 по 16 июля 2002. Коадъютор епископа Лидса с 16 июля 2002 по 7 апреля 2004. Девятый епископ Лидса с 7 апреля 2004 по 26 июня 2012. Архиепископ ad personam с 26 июня 2012. Секретарь Конгрегации богослужения и дисциплины таинств с 6 июня 2012 по 27 мая 2021. Префект Дикастерии богослужения и дисциплины таинств с 27 мая 2021. Кардинал-дьякон с титулярной диаконией Сан-Саба с 27 августа 2022.

## Ранние годы
Артур Роше родился в Батли Карре, на севере Англии в графстве Йоркшир. Учился в католической школе. С 1969 по 1975 годы учился в Королевском английском Колледже Св.Албана в Вальядолид, Испания. Получил степень богословия в Папском Университете в Мадриде. После возвращения в Англию, 19 июля 1975 года (25 лет), рукоположён в священники 7-м епископом Лидса Уильямом Уилерем.
Служил ассистентом пастыря в Барнсли до 1978 года, затем принят на должность личного секретаря епископа Уилера. В 1979 году (29 лет) Роше назначен заместителем управляющего епархией Лидса. Роше занимался организацией визита папы Иоанна Павла II в Йорк в мае 1982. С 1982 по 1989 служил в кафедральном соборе Св. Анны в Лидсе.
Роше исполнял обязанности финансового управляющего Епархии с 1986 по 1991 год и служил священником в приходе Йорка. В 1991 году (41 год) он продолжил своё обучение в Папском Григорианском Университете в Риме, позднее стал духовным директором Английского Католического Колледжа в Риме. В апреле 1996 года (46 лет) Роше назначен генеральным секретарем Конференции католических епископов Англии и Уэльса и ему присваивается титул монсеньор.

## Церковная карьера

### Епископ
12 апреля 2001 года (51 год) Иоанн Павел II назначил Роше Титулярным епископом Рустичианы и служил в качестве вспомогательного епископа в Вестминстере. Церемонию его посвящения в епископы 10 мая 2001 года вёл кардинал Кормак Мёрфи-О’Коннор и епископы Давид Констант и Виктор Гаццелли (англ. Victor Guazzelli).

### Епископ Лидса
В апреле 2002 года истек срок полномочий генерального секретаря Конференции Католических Епископов Англии и Уэльса и Роше объявлен следующим епископом Лидса и назначен епископом-коадъютором Лидса. 7 апреля 2004 года (54 года) Роше заменил на посту вышедшего на пенсию восьмого епископа Лидс Давида Константа. С июля 2002 занимает пост председателя Международной Комиссии по литургии на английском, которая курирует переводы текстов литургии с латинского на английский язык.
Роше известен, как талантливый администратор. В связи со сложным экономическим состоянием диоцеза Лидса и недостатком приходских священников, Роше принял решение о закрытии нескольких приходских церквей, чем вызвал недовольство среди части прихожан.
В 2009 году Кардинал Мёрфи-О’Коннор, в тот момент архиепископа Вестминстера и лидер Католической Церкви Англии, поддерживал его кандидатуру в качестве своего преемника . В итоге место занял Винсент Николс. Против назначения Роше на должность Архиепископа Вестминстера развернулась целая компания в социальной сети Facebook.
Позднее имя Роше упоминалось как возможного кандидата на должность архиепископа Саутуарка, на место арихиепископа Кевина Макдональда (место получил архиепископ Кардиффа Питер Смит).
В 2010 году известный художник Майкл Ноакс написал его портрет . Копия портрета находится в Королевском английском Колледже Св.Албана в Вальядолиде, Испания.
Имя Артура Роше упоминалось, как имя возможного кандидата на должность архиепископа Ливерпуля после выхода на пенсию Патрика Келли предположительно в 2013 году.

### Секретарь Конгрегации богослужения и дисциплины таинств
26 июня 2012 года Святейший Отец Папа Бенедикт XVI назначил епископа Роше секретарём Конгрегации Богослужения и Дисциплины Таинств, возведя его в ранг архиепископа ad personam
Как секретарь, он сохранял сдержанность, типичную для его куриального ранга, подписывая заявления и поддерживая отношения с прессой в тандеме с префектами Конгрегации богослужения и дисциплины таинств, сначала, до 2014 года, с кардиналом Антонио Каньисаресом Льоверой, а с 2014 года по 2021 год кардиналом Робером Сара. Папа Франциск попросил его в декабре 2016 года возглавить неформальную комиссию, чтобы определить, кто должен нести ответственность за перевод литургических текстов на родной язык. В сентябре 2017 года, когда Франциск выпустил свой документ «Magnum Principium», в котором национальным конференциям католических епископов отводилась доминирующая роль и ограничивалась власть Конгрегации богослужения и дисциплины таинств, Роше представил прессе комментарий, подготовленный официальными лицами Конгрегации богослужения и дисциплины таинств.
29 марта 2014 года Папа Франциск назначил Роше членом Папского Совета по культуре. 29 июля 2019 года Папа Франциск назначил его членом группы, которая рассматривает апелляции по вопросам «delicta graviora» — тяжких преступлений, рассматриваемых в Конгрегации доктрины веры.
27 мая 2021 года Папа Франциск назначил его префектом Конгрегации богослужения и дисциплины таинств.

## Церковная деятельность

### Католическое агентство по усыновлению
18 марта 2010 года объявлено об удовлетворении иска 'трех епископов': Лидса (Артур Роше), Мидлсборо, Халлама. Епископы отстояли право католического агентства по усыновлению детей отказывать однополым парам в усыновлении (в Англии принят закон, приравнивающий в правах однополые и традиционные пары). Таким образом, это агентство осталось последним и единственным католическим агентством на территории Великобритании. Остальные католические агентства вынуждены были прекратить работу из-за новых государственных правил.

### Литургия на английском
30 апреля 2010 года Артур Роше, как председатель международной комиссии по литургии на английском, объявил о согласовании третьей версии перевода латинской литургии на английский язык. 18 января 2011 года объявлено о завершении работы над новой литургией. Новая версия будет введена в ежедневную практику с сентября 2011.

### Скандал о насилии детей в церкви
В 2002 году стало известно, что священник Епархии Лидса о.Нэйл Галланах (англ. Neil Gallanagh), находясь в должности капеллана школы для глухо-немых детей в 1970-х подвергал насилию своих подопечных. В 2005 году, в возрасте 75 лет, он был осужден по двум доказанным эпизодам на шесть месяцев тюремного заключения. Епископ Роше сделал запрос в Ватикан относительно действий, которые следует предпринять после его освобождения. Священника отстранили от ведения службы, но не лишили сана, что стало предметом скандала в 2010 году, на волне раскрытия случаев педофилии в католической церкви.

## Взгляды
В новогоднем обращении 2007 года Артур Роше выступил c критикой телевидения:

"Складывается впечатление, что мой телевизор заражен антихристианизмом и глубоким неуважением и унижением чувств верующих[...] Насколько просто сегодня осмеивать Иисуса, его Церковь и её последователей без всяческого противодействия со стороны редакторов программ"

По поводу выигранного судебного иска о работе католического агентства по усыновлению детей:

"Наше дело не провоцирует анти-гей-настроения любого вида. Мы уважаем и не стали бы умалять достоинство любого человека"

### Частная жизнь
Свободно владеет испанским и французским языками. В молодости проявлял большие способности к спорту. В 1972 году, до рукоположения в священники, выиграл чемпионат по фигурному катанию северной Англии в Блэкпуле. До сих пор время от времени появляется на катке. Играет в крикет. Любит заниматься садоводством, гулять, путешествовать и рисовать.

## Кардинал
29 мая 2022 года Папа Франциск объявил, что 21 прелат будут возведены в достоинство кардиналов на консистории от 27 августа 2022 года, среди которых было названо имя и архиепископа Артура Роше.
27 августа 2022 года состоялась консистория на которой Артур Роше получил кардинальскую шапку, кардинальский перстень и титулярную диаконию Сан-Саба.

### Комментарии
1. ↑  Роше заменил архиепископа Августина Ди Нойя, который сказал, что был «ошеломлён» своим отстранением всего после трёх лет работы секретарём.[10]